# Kanami Morozuka
Kanami Morozuka (諸塚香奈実, Morozuka Kanami) est une chanteuse et idole japonaise née le 1er novembre 1989, membre du groupe féminin de J-pop THE Possible. Elle débute en 2004 au sein du Hello! Project, sélectionnée avec le Hello Pro Egg, et forme THE Possible en 2006. Elle est "graduée" du H!P en 2007 lors du transfert de son groupe sur le nouveau label TNX de son producteur Tsunku, dans le cadre du Nice Girl Project!.

## DVD Solo
1. 6 juillet 2011 – Motto Moro Moro OK ! (もっとモロモロOK!?)

## Liens
- (ja) Blog officiel (Serend)
- (ja) Blog officiel (Ameblo)
- (ja) Fiche officielle au Nice Girl Project!